# František Machát

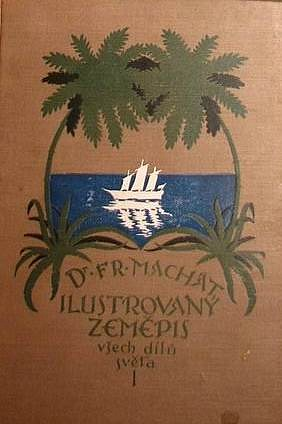
František Machát – Ilustrovaný zeměpis všech dílů světa I. díl (1923)

František Machát (25. prosince 1876 Horka nad Moravou – 22. dubna 1935 Praha-Dejvice) byl český středoškolský profesor a autor učebnic v oboru zeměpisu a českých dějin, školních map a glóbů.

## Život
Absolvoval Slovanské gymnázium v Olomouci. Na Karlově univerzitě vystudoval dějepis a zeměpis. V letech 1901–1906 byl profesorem zeměpisu, dějepisu a těsnopisu na reálném gymnáziu v Náchodě. V letech 1907–1920 učil v Praze na karlínské reálce a gymnáziu v Žitné. Od roku 1917 až do své smrti byl ředitelem gymnázia Minerva, pozdějšího Gymnázia Elišky Krásnohorské. Byl také lektorem didaktiky zeměpisu na Přírodovědecké fakultě UK, členem státních komisí pro místní názvosloví atd.
Je autorem učebnice zeměpisu pro střední školy a řady školních map. Podílel se jako redaktor na vzniku Ottova zeměpisného atlasu. Po vzniku Československé republiky byl spolu s Josefem Brunclíkem pověřen sestavením nového českého Školního zeměpisného atlasu. Tyto atlasy byly v roce 1937 aktualizovány Bedřichem Šalamonem a Karlem Kuchařem a byly na českých školách používány až doo roku 1949. Byl rovněž redaktorem Sborníku České společnosti zeměvědné.
Zemřel roku 1935 v Praze-Dejvicích. Byl pohřben na Vinohradském hřbitově. Jeho pozůstalost je uložena v Památníku národního písemnictví v Praze.

## Spisy
V rámci edice Soupis památek historických a uměleckých v království Českém se podílel spolu s Zdeňkem Wirthem na soupisu památek okresu Náchod (1910)